# Dieceza de Pécs

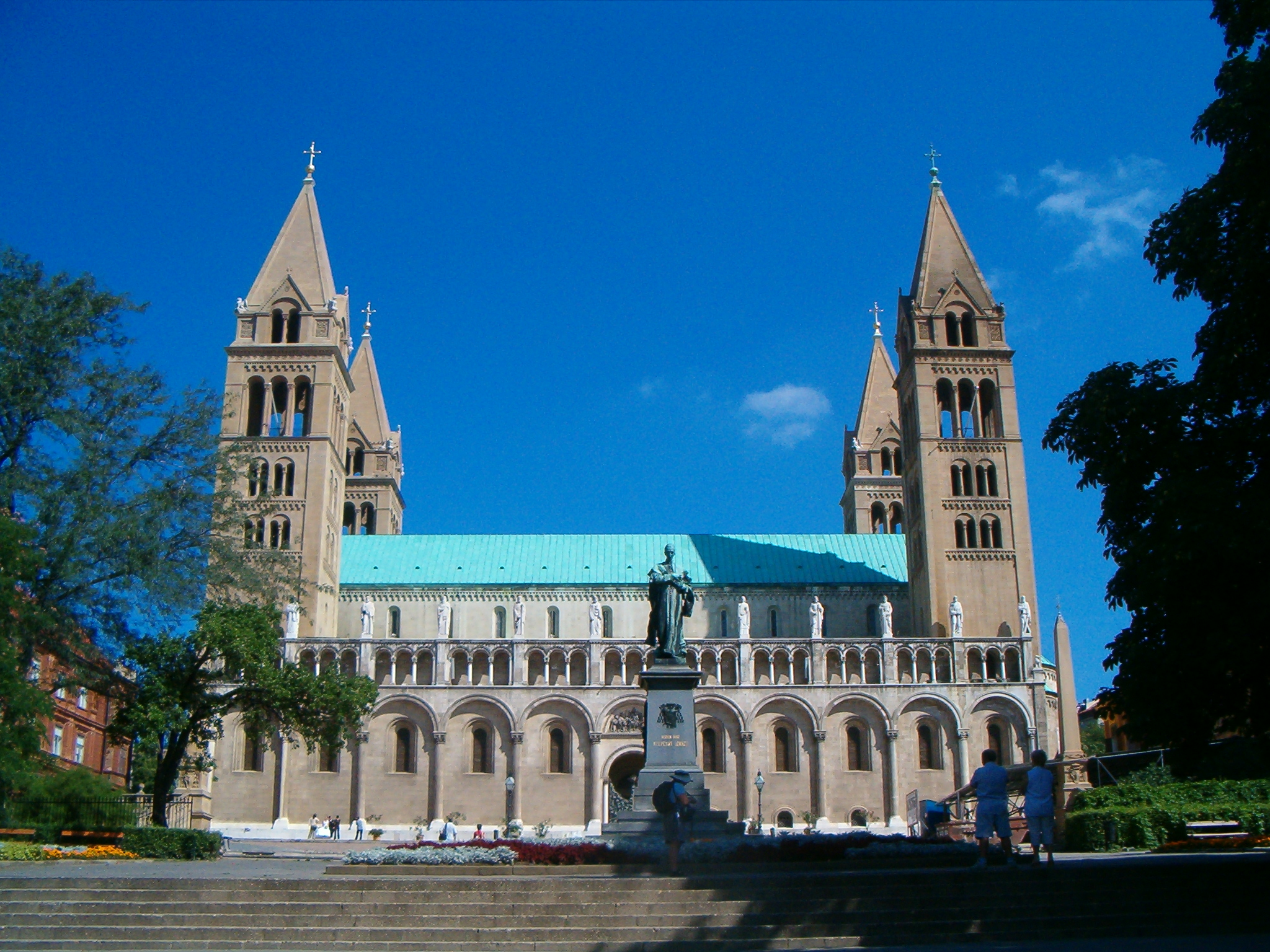
Catedrala din Pécs

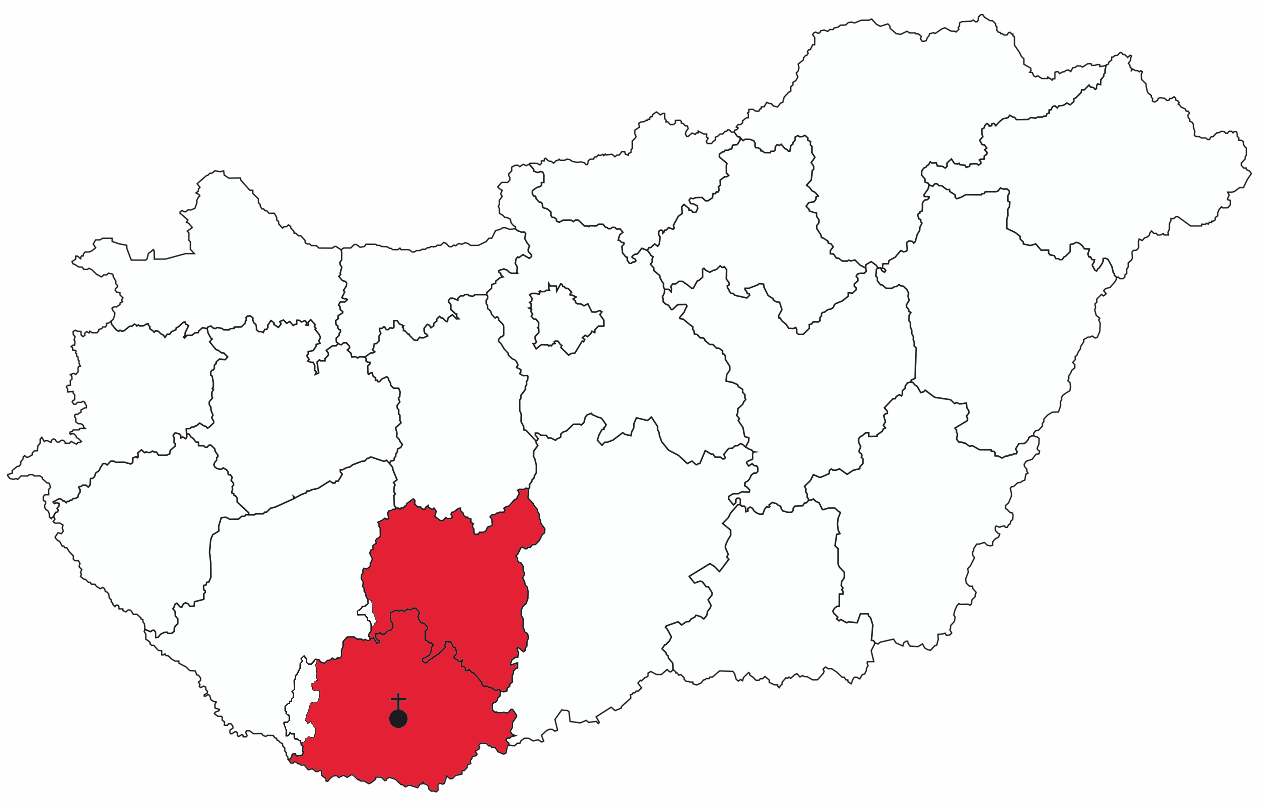
Localizarea jurisdicţiei diecezei pe harta Ungariei

Dieceza romano-catolică de Pécs (în latină Dioecesis Quinque Ecclesiensis) este una din cele douăsprezece episcopii ale Bisericii Romano-Catolice din Ungaria, cu sediul în orașul Pécs. Episcopia se află în provincia mitropolitană a Arhidiecezei de Kalocsa-Kecskemét.

## Istoric
Primele vestigii creștine din zonă, între care cimitirul paleocreștin din Pécs, datează de dinainte de cucerirea maghiară.  
După cucerirea maghiară regiunea a fost ocupat de așa zișii „maghiari negri”, un grup de rebeli ce s-au opus în mare parte răspândirii creștinismului. În anul 1008 a avut loc o campanie a regelui Ștefan cel Sfânt, în urma căreia teritoriile controlate de rebele au fost cucerite. Episcopia a fost fondată în anul 1009 de regele Ștefan, ca sufragană a Arhiepiscopiei de Kalocsa, cu rol însemnat în creștinarea acestor locuri.